# 上和镇
上和镇，是中华人民共和国重庆市潼南区下辖的一个乡镇级行政单位。

## 行政区划
上和镇下辖以下地区：
上和镇社区、回头村、冬冲村、五岩村、青龙村、团山村、三岭村、月水村、后沟村、石镜村和倒塘村。